# KV TOP (Arnemuiden)
KV TOP (Arnemuiden) is een Nederlandse korfbalvereniging in de provincie Zeeland. De club is ontstaan in 1941 tijdens de Tweede Wereldoorlog. Deze periode was lastig voor heel Nederland en in algemene zin liepen sportersaantallen terug. Desondanks dacht dhr. Smits, het hoofd van de openbare school dat er behoefte zou zijn aan een grotere korfbalclub. Na oprichting werd dhr. Smits benoemd tot voorzitter.
De naam van de club komt van Tot Ons Plezier.

## Veldkorfbal
De club beschikt over een eigen kunstgrasveld. TOP 1 speelt op het veld in de Ereklasse, de hoogste klasse van het veldkorfbal in Nederland. In het seizoen 2019/2020 behaalde TOP haar eerste overwinning in de Ereklasse tegen DeetosSnel. In het Ereklasse debuutseizoen 2017/2018 was TOP nog puntloos gedegradeerd. In het seizoen 2021/22 handhaafde TOP zich voor het eerst op eigen kracht in de Ereklasse. In de voorgaande twee seizoenen was de competitie voortijdig beëindigd, waardoor er geen degradatie plaatsvond. 

## Zaalkorfbal
TOP speelt zijn zaalkorfbalwedstrijden in sporthal De Blikken in Arnemuiden. Momenteel speelt TOP 1 in de Hoofdklasse en jaagt al een aantal jaar op promotie naar de hoogste zaalcompetitie, de Korfbal League. Het meest dichtbij promotie waren zij in seizoen 2015-2016. Toen was TOP de verliezend Hoofdklasse finalist in een wedstrijd tegen DSC uit Eindhoven, en speelden ze een play-down serie tegen AW.DTV. AW.DTV won de serie in 2 wedstrijden en handhaafde zichzelf daarmee in de Korfbal League.